# ميتش فريتز
ميتش فريتز هو لاعب هوكي الجليد كندي، ولد في 24 نوفمبر 1980 في أوسويوس في كندا.

## وصلات خارجية
- ميتش فريتز على موقع EliteProspects.com (الإنجليزية)
- ميتش فريتز على موقع HockeyDB.com (الإنجليزية)
- ميتش فريتز على موقع Hockey-Reference.com (الإنجليزية)